# جامع العادلية (بغداد)
جامع العادلية هو من مساجد بغداد الأثرية التاريخية ويقع في منطقة الرصافة في بغداد، قرب شارع النهر في حي المستنصرية، وكان الجامع يحتوي على مدرسة دينية درس فيها علماء أعلام ومنهم الشيخ نجم الدين أفندي الكرم.

## تاريخ الجامع
انشأتهُ عادلة خاتون بنت أحمد شاه، زوجة سليمان ابو ليلة حاكم بغداد في عام 1163هـ/1749م، ولقد أعيد ترميم الجامع عدة مرات، احداها عام 1313هـ. وفي عام 1330هـ تم توسعة الطريق المقابل لباب الجامع فهدمت الباب.

## الطراز المعماري
وتبلغ مساحة الجامع 1100م2، وتبلغ مساحة الحرم 600م2، ويتسع لأكثر من ألف مصل، وعند مدخله مبنى لمنارة مئذنة مرتفعة بنيت على الطراز الإسلامي ومزينة بالكاشي الملون وذات حوض واحد، وتعلو الحرم قبة كبيرة مع ستة قباب صغيرة، ويحتوي الحرم على محراب قديم مبني من حجر المرمر الأزرق، بالإضافة إلى منبر أثري جميل وفيهِ محفل لقارئ القرآن وكلاهما مصنوع من الخشب الصاج.